# Соссий
Соссий (лат. Sossius, Sosius, итал. Sosso, Sossio или Sosio; ок. 275 — 19 сентября 305) — священномученик из Мизено, диакон. День памяти — 23 сентября.
Святой Соссий был диаконом в Мизено, важной морской базе Римской Империи, располагавшейся в Неаполитанской бухте. Пострадал вместе со св. Ианнуарием в Путеволе во время гонений при императоре Диоклетиане.
Поминается 23 сентября в день перенесения его тела в Мизено.

## Предание
Предание, сохранившееся в Atti Bolognesi, гласит, что во время Диоклетиановых гонений св. Ианнуарий, епископ Беневенто, покинул свою кафедру и отправился в Поццуоли «инкогнито». Однако о его присутствии стало известно христианам тех краёв, и св. Ианнуарий установил контакт со св. Соссием, который был диаконом в Мизено, а также с диаконом Фестом и чтецом Дезидерием.
Предание гласит, что св. Ианнуарий, у которого св. Соссий учился на священника, предсказал ему кончину в момент, когда тот увидит яркий красный цвет и голубку, парящую над его головой, покуда он будет читать Священное Писание во время службы.
Вскоре властям стало известно, что св. Соссий христианин, и он был приговорён судьёй Драгонтием (Dragontius) к травле дикими медведями в местном амфитеатре. Свв. Ианнуарий, Фест и Дезидерий, узнав об аресте св. Соссия, на свой риск посетили его в тюрьме на серных копях в Поццуоли, неподалёку от вулкана Сольфатара(Solfatara).
Власти обнаружили, что эти люди также христиане, за что они были брошены на съедение диким зверям. Но, как сообщает современник, «…когда звери подошли к святым, они улеглись у их ног и отказались наносить им вред». Тогда все святые вместе с Соссием были обезглавлены.
Диакон Прокл из Поццуоли и миряне Евтихий и Аквитий (Eutyches and Acutius) опротестовали этот приговор, в то время как остальные проследовали на казнь. За это они также были обезглавлены около вулкана Сольфатара 19 сентября 305 года.

## Почитание
Останки святого сначала оставались в Мизено. После разрушения города сарацинами его население перебралось во вновь созданный город Фраттамаджоре (Frattamaggiore). Жители Мизено перенесли на новое место почитание святого, однако не взяли с собой его св. мощи. Бенедиктинцы обрели мощи святого в Мизено и перенесли их в монастырь свв. Северина и Соссия в Неаполе. В 910 году Иоанн Диакон написал житие св. Ианнуария со товарищи, в котором он описал перенос мощей в указанный монастырь.
Оттуда почитание распространилось на различные части Лацио и Кампании, и даже в Африку. Из-за закрытия Наполеоном монастырей, св. мощи были перенесены во Фраттамаджоре и помещены в базилике, посвящённой святому Соссию.
Путевольских святых поминают в разные дни: св. Ианнуария — 19 сентября, свв. Феста и Дезидерия — 7 сентября, св. Соссия — 23 сентября, свв. Прокла, Евтихия и Аквития — 18 октября.